# Euphorbia burmanni
Euphorbia burmanni är en törelväxtart som först beskrevs av Johann Friedrich Klotzsch och Christian August Friedrich Garcke, och fick sitt nu gällande namn av Ernst Meyer och Pierre Edmond Boissier. Euphorbia burmanni ingår i släktet törlar, och familjen törelväxter. Inga underarter finns listade i Catalogue of Life.